# Juan Günther Doering
Juan Günther Doering (Trujillo, 24 de mayo de 1927 - Lima, 23 de agosto de 2012) fue un arquitecto peruano, director de la Escuela de Arquitectura de la Universidad de San Martín de Porres.
Es autor de diversos proyectos, que incluyen la construcción de 28.000 viviendas económicas en Lima. Posee el Premio Chavín, máximo galardón otorgado por el Gobierno del Perú a un profesional de la arquitectura.

## Carrera
Estudió arquitectura en la Universidad Nacional de Ingeniería graduándose en 1951. El primero en darle un empleo fue Carlos Silva Santisteban en su oficina de la plaza San Martín. En 1953 viajó a París para seguir dos especializaciones, la primera en el Instituto de Urbanismo y la segunda en la Escuela de Altos Estudios de la Sorbona. Pasó dos años en París y, tras conseguir un puesto en la empresa del famoso arquitecto Le Corbusier trabajó en un proyecto de reconstrucción después de la guerra. 
Cuando se dio la revolución de Argelia, se le propuso viajar a dicho país para diseñar el Centro Cívico de su capital. No conocía mucho de su historia, así que se hizo de cuanto libro y fotografía antigua encontró.
La siguiente oferta laboral era en China por cinco años. Juan Günther y su esposa, la pintora  Lily Cerpa Moral, no aceptaron y regresaron a Lima.
Murió en Lima el 23 de agosto de 2012, colocándose sus restos en el Cementerio Jardines de la Paz de La Molina.
La Municipalidad Metropolitana de Lima creó en 2013 el Concurso Juan Günther en su honor.